# Stevenia acutangula
Stevenia acutangula är en tvåvingeart som först beskrevs av Villeneuve 1910.  Stevenia acutangula ingår i släktet Stevenia och familjen gråsuggeflugor. Inga underarter finns listade i Catalogue of Life.